# ألبرت سباجياري
البرت سباجيارى (بالفرنسية: Albert Spaggiari)‏ (14 ديسمبر 1932 - 8 يونيو 1989) مجرم فرنسى يعرف بأنه العقل المنظم لسرقة بنك سوسيتيه جنرال في نيس عام 1976.